# Hemerodromia todrhana
Hemerodromia todrhana är en tvåvingeart som först beskrevs av Vaillant 1956.  Hemerodromia todrhana ingår i släktet Hemerodromia och familjen dansflugor. Inga underarter finns listade i Catalogue of Life.